# SN 2006pd
SN 2006pd – supernowa typu Ia odkryta 8 listopada 2006 roku w galaktyce A233146-0040. W momencie odkrycia miała maksymalną jasność 21,10m.